# Matthias Frey (Politiker)
Matthias Michael Frey (* 22. Juli 1964 in Neustadt an der Weinstraße) ist ein deutscher Richter und Politiker (FDP). Er gehörte von 1996 bis 2001 dem rheinland-pfälzischen Landtag an. Seit Mai 2021 ist er Staatssekretär im Ministerium der Justiz Rheinland-Pfalz.

## Leben und Beruf
Frey, der evangelischer Konfession ist, besuchte 1974 bis 1983 das Leibniz-Gymnasium in Neustadt an der Weinstraße, wo er 1983 das Abitur ablegte. 1983 bis 1989 studierte er Rechtswissenschaften in Mannheim und Freiburg und schloss das Studium 1989 mit der ersten und 1992 mit der zweiten Juristischen Staatsprüfung ab. 1998 wurde er zum Dr. jur. promoviert. 
1989 bis 1992 leistete er das Referendariat im Bezirk des Pfälzischen OLG Zweibrücken, bei der deutsch-ecuadorianischen Industrie- und Handelskammer in Quito/Ecuador und in einem Industrieunternehmen in Stuttgart. 1992 bis 1996 war er Richter im Justizdienst von Rheinland-Pfalz. Er war Richter am OLG in Zweibrücken, 2001 bis 2005 Richter am Landgericht Frankenthal, 2005 bis 2011 Direktor des Amtsgerichts Kandel und von 2012 bis Mai 2021 Direktor des Amtsgerichts Neustadt an der Weinstraße. Seit Mai 2021 ist er Staatssekretär im Ministerium der Justiz Rheinland-Pfalz. Seit 1994 war er Mitglied im Deutschen Richterbund. Er ist Hobby-Imker.

## Politik
Frey wurde 1985 Mitglied der Jungen Liberalen und der FDP. 1992 bis 1995 war er Bezirksvorsitzender der Jungen Liberalen Pfalz und wurde dann zum Ehrenvorsitzenden ernannt. 1992 wurde er Mitglied des Bezirksvorstands der FDP Pfalz, 1996 Kreisvorsitzender der FDP Neustadt an der Weinstraße und 2002 stellvertretender Vorsitzender im FDP-Vorstand der Pfalz. Vom 21. Mai 1996 bis zum 17. Mai 2001 war er (als Nachrücker für Günter Eymael) Mitglied im Landtag. Dort war er Mitglied in der Kommission nach Art. 10 GG, der Parlamentarischen Kontrollkommission, dem Petitionsausschuss, dem Rechtsausschuss, der Strafvollzugskommission, der Wahlprüfungskommission, der Enquete-Kommission »Verwaltungsreform«, dem Unterausschuss »Geschäftsordnung des Landtags« und dem Untersuchungsausschuss »Rotlicht«.
Frey gehört seit der Kommunalwahl 2004 dem Stadtrat der Stadt Neustadt an der Weinstraße an und ist dort der Fraktionsvorsitzende der FDP-Stadtratsfraktion.

## Werke
- Die spanische Aktiengesellschaft im 18. Jahrhundert und unter dem Código de Comercio von 1829, Frankfurt / Main 1999 (zugl. Diss., Mannheim 1998)